# GeoTools
GeoTools es una biblioteca SIG de código libre que permite desarrollar soluciones adaptadas a los estándares. Proporciona una implementación de las especificaciones del Open Geospatial Consortium según van apareciendo.
Está escrito en el lenguaje de programación Java y se encuentra actualmente en un desarrollo activo al nutrirse de una comunidad de usuarios muy dinámica. Su diseño y concepción modular hace que numerosas implementaciones de software libre en el ámbito de los Sistemas de Información Geográfica (SIG) hagan uso de los desarrollos de GeoTools.